# ジャスト (ホームセンター)
株式会社ジャストは、福島県福島市に本社を置く企業である。

## 概要
2009年7月に開業した南相馬ジャスモールの運営を行っているほか、ガソリンスタンドの運営、TSUTAYA南相馬店とダイソーのフランチャイズ事業も行っている。
かつては、ホームセンター「ニューライフジャスト」の運営、ドラッグストア事業（原町店のみ）も行っていた。
福島県内には喜多方市に「ホームセンタージャスト」があるが、一切無関係である。

## ニューライフジャスト
ニューライフジャストは、ジャストがかつて運営していたホームセンターである。
2019年5月26日の原町店をもって完全閉店、ホームセンターとしては43年の歴史に幕を下ろした。閉店までウェブサイトは開設されなかった。
- 相馬店 - パチンコ店になったが、現在は他社へ売却済み。
- 岩沼店 - ザ・ダイソーになったが、現在は他社へ売却済み。
- 福島黒岩店 - 現在はTSUTAYA・スターバックスコーヒージャパン・マツモトキヨシなっている。
- 福島矢野目店 - 2011年2月6日で閉店した。現在はスーパースポーツゼビオとなっている。
- 白石店 - 「セラビ白石」の1階に出店していた。2016年6月19日で閉店した。
- 原町店 - 本社所在地、最後まで営業していた店舗。2019年5月26日で閉店。
- 浪江店 - 福島第一原子力発電所事故による警戒区域[2]設定により休業していたが、ジャストのホームセンター事業撤退により事実上閉店。